# Concertino para clarinete y orquesta (Weber)

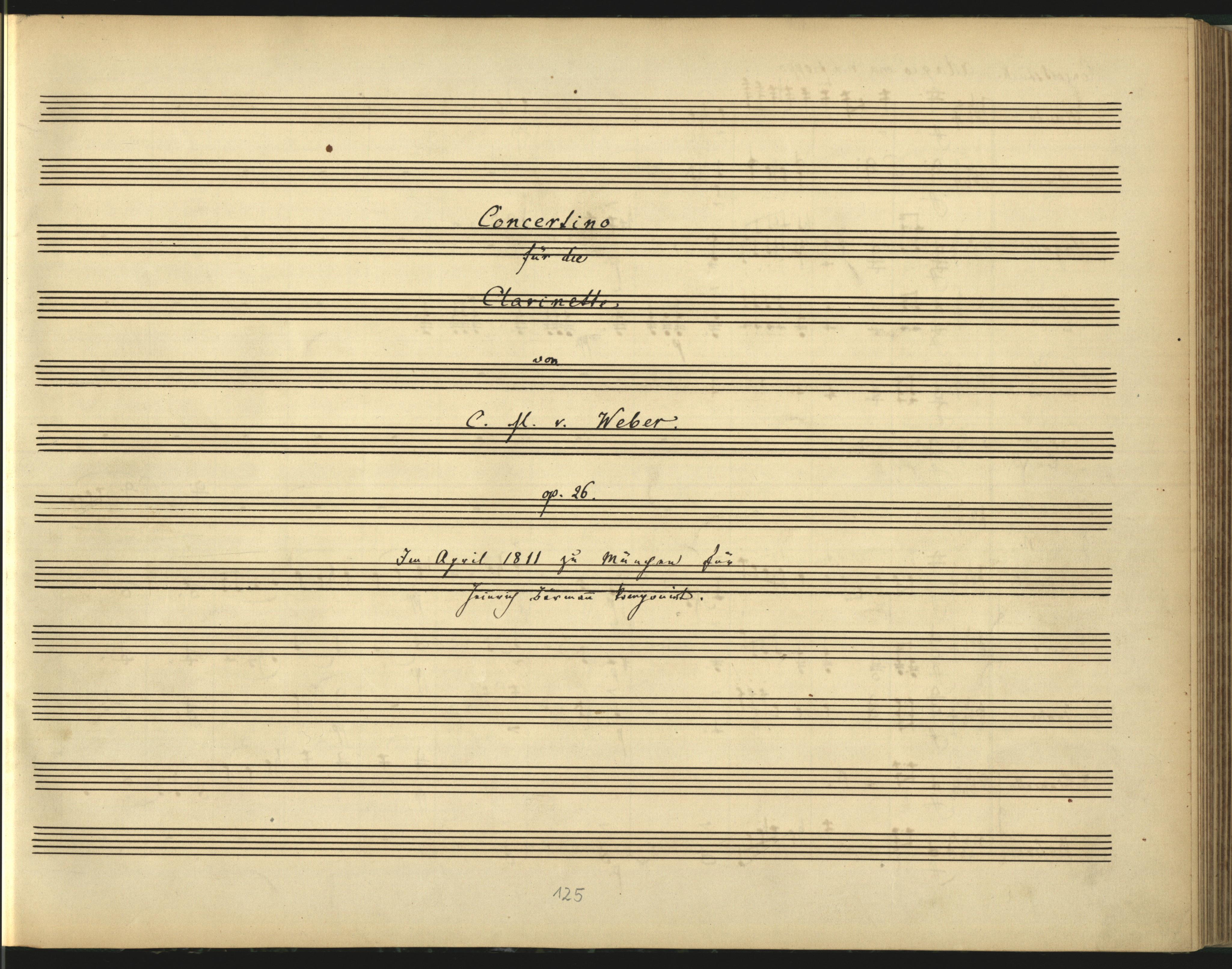
Manuscrito del concertino (Biblioteca Estatal de la Universidad de Sajonia, Desde, Alemania)

El Concertino para clarinete y orquesta en Mi bemol mayor, J. 109, op. 26 lo compuso Carl Maria von Weber (1786-1826) para el clarinetista Heinrich Bärmann (1784-1847) en 1811. Lo escribió en tres días entre el 29 de marzo y el 3 de abril y Bärmann lo tuvo que aprender en los tres días antes del estreno, para el que su patrocinador, el rey Maximiliano I de Baviera había comprado 50 entradas, y que tuvo lugar la noche del 5 de abril, en Múnich, bajo su dirección.
A la composición, de una duración aproximada de 10 minutos, el compilador y musicólogo alemán Friedrich Wilhelm Jähns la asignó el número 109.

## Estructura
El concertino se despliega en un movimiento. La forma es tema y variaciones. 
La obra comienza con una introducción lenta en Do menor. El tema principal en Mi bemol tiene una longitud de dieciséis compases.(Rice, 2003, 173) La siguiente sección está marcada poco più vivo. En algunas ediciones, lo que sigue es "Variación I", aunque se podría argumentar que la sección anterior es en realidad la primera variación. En cualquier caso, la denominada "Variación I" presenta variaciones del tema en tresillos. La denominada "Variación II" está marcada poco più vivo y presenta semicorcheas. La siguiente variación es lenta y en paralela menor. La sigue una variación en 6/8 y concluye con una sección marcada con fuoco.